# Ургенч
Урге́нч (узб. Urganch / Урганч) — город на северо-западе Республики Узбекистан, административный центр Хорезмской области. Расположен на южном берегу реки Амударьи, в оазисной зоне, недалеко от древнего города Куня-Ургенч (на территории современного Туркменистана). Важный транспортный, промышленный, культурный и образовательный центр региона.
Современный Ургенч был основан в конце XIX века в ходе строительства канала Хан-Яб. Город быстро развивался как торгово-ремесленный центр и стал ключевым узлом в Хорезмской области. Сегодня в Ургенче работают предприятия пищевой, машиностроительной и текстильной промышленности, а также крупные вузы и научные учреждения.
Ургенч служит главными воротами для туристов, направляющихся в древний Хиву — объект Всемирного наследия ЮНЕСКО, находящийся в 30 км от города. Через город проходят автомагистрали и железные дороги, действует международный аэропорт.

## География
Город расположен на западе Узбекистана, в центральной части Хорезмской области и вблизи границы с Туркменистаном. Это расположение делает Ургенч значимым транспортным и культурным узлом в регионе. Город расположен в 968 км к западу от Ташкента, в 6 км к западу от берега Амударьи (пристань Чалыш) на канале Шават.

## История
В XVII веке был основан Новый Ургенч (Новоургенч) переселенцами из левобережного Ургенча (на его руинах потом появился Кёнеургенч). В 1929 году город был переименован в Ургенч.
С 16 по 22 октября 1979 года, по инициативе Дональда Кнута и Андрея Ершова, при поддержке Академии наук СССР и Академии наук Узбекской ССР, в городе Ургенч состоялся Международный симпозиум «Алгоритмы в современной математике и её приложениях», посвящённый 1100-летию термина «алгоритм». В день открытия симпозиума состоялась закладка памятника ал-Хорезми. В городе имеется сквер имени ал-Хорезми, а также памятник учёному.

## Население
По состоянию на 1 января 2019 года, численность населения города — более 200 000 человек. По данному показателю он является восьмым в стране.
Национальный состав города следующий: 90 % населения — узбеки, 5 % — русские, 3 % — казахи, туркмены, корейцы, 2 % — немцы и евреи.
| Год                  | 1926 | 1939 | 1959 | 1970 | 1976 | 1991 | 2010  | 2019  |
| Население, тыс. чел. | 25   | 45   | 64   | 86   | 101  | 130  | 155,1 | 200,0 |

## Инфраструктура
В городе имеются заводы (кормоуборочных машин, хлопкоочистительный, масло-экстракционный, ремонтноэкскаваторный и шиноремонтный), шелкомотальная и швейная фабрики, налажено производство стройматериалов.
Действует Музей современного искусства Узбекистана.

## Транспорт
Есть железнодорожная станция на линии Туркменабад — Бейнеу. Городской транспорт Ургенча представлен автобусами, троллейбусами и маршрутными такси. Имеется уникальная для Средней Азии троллейбусная линия между Ургенчем и Хивой.
Аэропорт Ургенча имеет международный статус и способен принимать все пассажирские воздушные суда. Выполняются регулярные рейсы в Ташкент, Москву («Узбекистон хаво йуллари», «Сибирь»), Санкт-Петербург, Париж, Рим, Милан, а также чартерные рейсы для туристов.

## Хокимы
1. Одилбек Шоназарович Сапаев,
2. Фрунзе Шарипов (врио с 22 октября 2018 в Ургенчском районе),
3. Шухрат Абдуллаев (с 3 декабря 2018)[8].

## Знаменитые уроженцы
- Герман, Анна Виктория — советская и польская певица, народная артистка РСФСР.
- Рахимова, Севинч Хамроевна — узбекская каратистка, чемпионка Летних Азиатских игр.
- Гацунаев, Николай Константинович — советский писатель, поэт, переводчик, этнограф.
- Колодяжный, Виктор Викторович — российский чиновник.
- Алиходжаев, Ульмас Сафаевич — актёр театра и кино.
- Врагов, Владимир Николаевич — советский и российский математик, доктор физико-математических наук, профессор, ректор Новосибирского государственного университета (с 1993 по 1997 год).

## Города-побратимы
- Актау
- Кёнеургенч
- Сабзевар